# 小行星6809
小行星6809（英語：6809 Sakuma）是一颗围绕太阳公转的小行星。1938年2月20日，卡尔·威廉·雷睦斯在海德堡王座山天文台发现了此天体。
这颗小行星的绝对星等为220.16902等。